# Paul Frölich
Paul Frölich (7 d'agost de 1884 - 16 de març de 1953) va ser un periodista, activista polític d'esquerra i escriptor, membre fundador del Partit Comunista d'Alemanya i fundador del periòdic del partit, Die Rote Fahne. Diputat pel Partit Comunista d'Alemanya al Reichstag en dues ocasions, Frölich va ser expulsat del Partit el 1928, després de la qual cosa es va incorporar al Partit Comunista d'Alemanya (Oposició). Frölich és considerat el millor biògraf de Rosa Luxemburg.

## Biografia
Paul Frölich va néixer el 7 d'agost de 1884 a Leipzig en el si d'una família treballadora alemanya. Era el segon fill d'onze. De jove va estudiar història i ciències socials a l'Escola de Treballadors de Leipzig. Es va incorporar al Partit Socialdemòcrata d'Alemanya (SPD) el 1902. Va tenir una filla amb Louise Hoppe, Edda, que va néixer el 5 d'agost de 1922. La parella de vida de Frölich des dels anys vint fins a la seva mort va ser la comunista Rosi Wolfstein (1888-1987). Els dos es van casar formalment el 1948.
Frölich va treballar com a periodista durant la primera dècada del segle xx, escrivint per a l'Hamburger Echo de 1910 a 1914 i per a la Bremer Bürgerzeitung de 1914 a 1916.
De 1916 a 1918, Frölich i Johann Knief van editar junts un setmanari polític anomenat Arbeitrpolitik (La Política Obrera) que va ser la veu del socialisme revolucionari a Bremen.

## De la socialdemocràcia al comunisme
Frölich fou un representant de l'esquerra socialdemòcrata de Bremen a la Conferència de Kienthal d'abril de 1916, una assemblea internacional de socialistes celebrada a Kienthal, Alemanya.
El 1918, Frölich va fundar el diari Die Rote Fahne (La Bandera Roja) a Hamburg. Més tard es va convertir en l'òrgan oficial del Partit Comunista d'Alemanya (KPD), que Frölich va ajudar a crear a finals de desembre de 1918. Durant aquest període, Frölich va escriure a vegades amb el pseudònim "Paul Werner".
El congrés fundacional del KPD va elegir Frölich al seu Comitè Central. Va ser reelegit en aquest càrrec pel Congrés del KPD de 1920, però al final de l'any va ser desplaçat arran d'una fusió d'aquesta organització amb el Partit Socialdemòcrata Independent d'Alemanya (USPD).
Després de la sortida d'una facció dirigida per Paul Levi el 1921, Frölich es va incorporar al Comitè Central del KPD.
Frölich va ser delegat del KPD al III Congrés Mundial del Comintern, celebrat a Moscou l'estiu de 1921. Va ser seleccionat pel congrés com a representant del KPD al Comitè Executiu de la Internacional Comunista (ECCI). Frölich va ser elegit diputat del Partit Comunista al Reichstag, exercint aquesta funció entre 1921 i 1924 i, de nou, el 1928.
Frölich va ser expulsat del KPD el desembre de 1928, aparentment com a partidari de l'anomenada conciliació "de la dreta". En realitat, va ser per la seva oposició ferma a la deriva estalinista que va acabar facilitant la victòria nazi per prioritzar la lluita contra el que anomenaven el "socialfeixisme". Posteriorment es va incorporar al Partit Comunista de l'Oposició (KPD-O), i el 1932 va ajudar a constituir el Partit dels Treballadors Socialistes d'Alemanya (SAP). El SAP va formar part del "Bureau de Londres" que va reunir a comunistes i socialistes antiestalinistes, i que durant el curs de la guerra civil espanyola va donar suport al POUM aportant voluntaris i l'ajuda que li va ser possible.

## La biografia de Rosa Luxemburg
Frölich fou l'encarregat de portar a terme un objectiu previst per Lenin com a homenatge a Rosa Luxemburg. Lenin considerava imperiosa la necessitat de realitzar una biografia i una edició de les obres completes de Rosa Luxemburg. La biografia, Rosa Luxemburg. Gedanke und Tat, va aparèixer a l'exili el 1939, però l'edició de 1948 va ser la més difosa a Alemanya, amb un volum de més de 400 pàgines que es van considerar durant anys com “la biografia” per excel·lència de Rosa. Frölich va saber descriure la passió i l'esperit militant de Rosa Luxemburg traçant un retrat d'una vida dominada per la idea de socialisme i l'entrega vertiginosa i heroica a les experiències revolucionàries de Polònia, Rússia i Alemanya. Descrigué la postura de Rosa enfront de l'imperialisme i la guerra que la va portar a passar períodes llargs a la presó, on va escriure part de les seves obres teòriques i polítiques. Remarcà la calidesa de la seva intel·ligència crítica i honesta, com quan va escriure sobre la Revolució Russa i els bolxevics, als que va reconèixer com els que el 1917 van “salvar l'honor del socialisme”.

Pel que fa a les "Obres Completes" van aparèixer el 1924, i Frölich en fou l'editor. La publicació va ser interrompuda per l'ascens d'Stalin en el moviment comunista internacional, i Frölich va ser expulsat del KPD. La part del material reunit per a les obres va ser enviada a l'Institut Marx-Engels de Moscou. Una altra part inèdita va ser destruïda pel jerarca nazi Joseph Goebbels, el 1933.

## Empresonament i emigració
Després de l'arribada al poder d'Adolf Hitler el 1933, Frölich va ser empresonat, restant internat al camp de concentració de Lichtenburg fins al desembre d'aquest mateix any.
Després del seu alliberament, Frölich va emigrar a França i va establir-se a París el febrer de 1934.
Després de la caiguda de França de 1940 en mans dels feixistes, Frölich va tornar a emigrar ràpidament, aquesta vegada als Estats Units, on va romandre fins després de la conclusió de la Segona Guerra Mundial.
Va tornar a Alemanya Occidental el 1950, on va passar els darrers anys de la seva vida.

## Mort i llegat
Paul Frölich va morir el 16 de març de 1953 a Frankfurt. Tenia 68 anys en el moment de la seva defunció.
Frölich és considerat el millor biògrafa de Rosa Luxemburg. El seu llibre sobre ella, publicat per primera vegada en alemany el 1928, ha estat traduït a diversos idiomes, inclosos l'espanyol, anglès, francès, italià, eslovè, coreà, grec, hebreu, japonès i portuguès.

## Obres
- Die politik des Hamburger arbeiterrats (The Politics of the Hamburg Workers' Council). Berlin : G. Schumann, c. 1919.
- Keinen Pfennig den Fürsten! (Not a Penny for the Prince!) Berlin: Vereinigung Internationaler Verlagsanstalten, c. 1919.
- Der Weg zum Sozialismus (The Way to Socialism). Hamburg: Kommunistische Arbeiterzeitung, 1919.
- Die Bayerische Räterepublik. Tatsachen und Kritik (The Bavarian Soviet Republic: Facts and Criticism). Leipzig: Franke, 1920.
- Taktik und Organisation der revolutionären Offensive: Die Lehren der März-Aktion (Tactics and Organization of the Revolutionary Offensive: Lessons of the March Action). Leipzig : Frankes Verlag, 1921.
- Wider den weissen Mord (Against the White Murder). Berlin: Vereinigung Internationaler Verlagsanstalten, 1922.
- Der Steuerbote nimmt dein Brot! : Ein Kapitel indirekte Steuern (The Tax Collector Takes Your Bread! A Chapter on Indirect Taxes). Berlin: Vereinigung Internationaler Verlags-Anstalten, 1922.
- 1848: Ein Lesebuch für Arbeiter (1848: A Reading Book for Workers). Berlin : Vereinigung Internationaler Verlags-Anstalten, 1923.
- 10 Jahr Krieg und Bürgerkrieg (Ten Years of War and Civil War). Berlin: Vereinigung Internationaler Verlags-Anstalten, 1924. —Memoir.
- Die deutsche Sozialdemokratie: 14 Jahre im Bunde mit dem Kapital (German Social Democracy: 14 Years in League with Capital). With A. Schreiner. Berlin: 1925.
- "Introduction" to Speeches of Georges Jacques Danton. New York: International Publishers, 1928.
- Rosa Luxemburg: Her Life and Work. [1928] Edward Fitzgerald, trans. London: Victor Gollancz, 1940.
- Illustrierte Geschichte der deutschen Revolution (Illustrated History of the German Revolution). Berlin : Internationalen Arbeiter-Verlag, 1929.